# Canthon silvaticus
Canthon silvaticus är en skalbaggsart som beskrevs av M. Alma Solis och Kohlmann 2002. Canthon silvaticus ingår i släktet Canthon och familjen bladhorningar. Inga underarter finns listade.